# Sebastián Nahuel Prieto
Sebastián Nahuel Prieto (San Francisco Solano, Buenos Aires, Argentina, 9 de abril de 1993) es un futbolista argentino. Juega de defensa en el Argentinos Juniors de la Primera División de Argentina. 

## Trayectoria
Sebastian Nahuel Prieto inició su carrera en Talleres de Remedios de Escalada (2014 – 2017), luego pasó por UAI Urquiza entre (2017 – 2018), el Club Atlético Temperley, equipo en donde disputó un total de 44 partidos, convirtiendo 4 goles y con 2 asistencias, recalando finalmente en el Club Atlético Tigre en el 2020, en donde disputó un total de 124 partidos, con 4 goles y 9 asistencias.
Con Tigre fue campeón de la Primera Nacional en el 2021, logrando así el ascenso a la Primera División del fútbol argentino.
En enero de 2024, firma con la Asociación Atlética Argentinos Juniors de la máxima categoría de Argentina.

## Clubes
| Club               | País      | Año           |
| ------------------ | --------- | ------------- |
| Talleres (RdE)     | Argentina | 2014 - 2017   |
| UAI Urquiza        | Argentina | 2017 - 2018   |
| Temperley          | Argentina | 2018-2020     |
| Tigre              | Argentina | 2020-2023     |
| Argentinos Juniors | Argentina | 2024-presente |

## Palmarés

### Títulos nacionales
| Título           | Club                | País      | Año  |
| ---------------- | ------------------- | --------- | ---- |
| Primera Nacional | Club Atlético Tigre | Argentina | 2021 |